# Choerophryne allisoni
Espèce
Statut de conservation UICN

 DD  : Données insuffisantes
Choerophryne allisoni est une espèce d'amphibiens de la famille des Microhylidae.

## Répartition
Cette espèce est endémique de la province des Hautes-Terres méridionales en Papouasie-Nouvelle-Guinée. De découverte récente, elle n'est connue que dans sa localité type, sur le mont Sisa, à environ 2 000 m d'altitude,.

## Description
Choerophryne allisoni mesure environ 11 à 12 mm. Son dos est brun foncé tacheté de blanc sur les côtés et comportant quelques taches rougeâtres.

## Étymologie
Son nom d'espèce, allisoni, lui a été donné en référence à Allen Allison, zoologiste américain en reconnaissance de sa contribution à l'herpétologie de la Nouvelle Guinée.

## Publication originale
- Richards & Burton, 2003 : A new species of Choerophryne (Anura: Microhylidae) from Southern Highlands Province, Papua New Guinea. Transactions of the Royal Society of S. Australia, vol. 127, p. 47-51 (texte intégral).